# ポール・バトラー (天文学者)
ポール・バトラー (R. Paul Butler, 1960年 - ) とは、太陽系外惑星の探査に携わっている天文学者である。
彼はサンフランシスコ州立大学で学士号と修士号を受け取り、修士論文はジェフリー・マーシーとともに書き上げた。その後1993年にはメリーランド大学カレッジパーク校で博士課程を終えた。彼の大学院での研究は、太陽系外惑星の公転に伴う恒星の視線速度の変化を捉えるための高精度な分光器に関するものだった。1999年からはカーネギー研究所に所属している。
2001年、バトラーはマーシーと共にヘンリー・ドレイパー・メダルを受賞し、2003年にはディスカバー誌の「今年の宇宙科学者」に選ばれた。